# Gary Mason (pugilista)
Gary Mason (Jamaica, 15 de dezembro de 1962 - Londres, 6 de janeiro de 2011) foi um pugilista britânico de origem jamaicana. Ele competia na categoria peso pesado e se tornou campeão britânico em 1989.
Mason morreu em 2011 após a colisão da bicicleta em que estava com um veículo, no sul de Londres.